# جيمس غرين (دبلوماسي)
جيمس غرين (بالإنجليزية: James Green)‏ هو دبلوماسي أمريكي، ولد في 30 مايو 1950 في فيلادلفيا في الولايات المتحدة.